# 浪花站
浪花站（日语：／ Namihana eki */?）是位於千葉縣夷隅市小澤1456號，東日本旅客鐵道（JR東日本）的外房線車站。

## 歷史
- 1913年（大正2年）6月20日：此站啟用[1]。
- 1972年（昭和47年）7月1日：成為無人車站。
- 1987年（昭和62年）4月1日：伴隨國鐵分割民營化，車站由東日本旅客鐵道（JR東日本）營運[1]。
- 2009年（平成21年）3月14日：此站可以使用IC卡「Suica」[2]。成為東京近郊區間區域內[2]。

## 車站構造
此站是地面車站，設有1面2線的島式月台。在國鐵房總東線時代，此站是一座有人車站，設有木造車站大樓。在車站大樓側曾經設有貨物月台
此站是由勝浦站管理的無人車站。車站職員會從大原站、勝浦站前往此站臨時當值。此站設有簡易Suica閘機和乘車站證明票發行機。
車站大樓是在1980年（昭和55年）3月翻新，為一座簡單車站大樓。在月台上設有揚聲器，廣播有關列車延遲的資訊。在2010年（平成22年）2月10日起，引入了外房線PRC型自動廣播系統。

### 月台
| 月台 | 路線    | 上下行 | 方向               |
| ---- | ------- | ------ | ------------------ |
| 1    | ■外房線 | 下行   | 勝浦、安房鴨川方向 |
| 2    | ■外房線 | 上行   | 大原、千葉方向     |

參考
月台可容納8卡編成的列車，此站和三門站都是外房線車站中擁有最短月台長度的車站。曾經若8卡以上的列車班次會有機會通過此站。

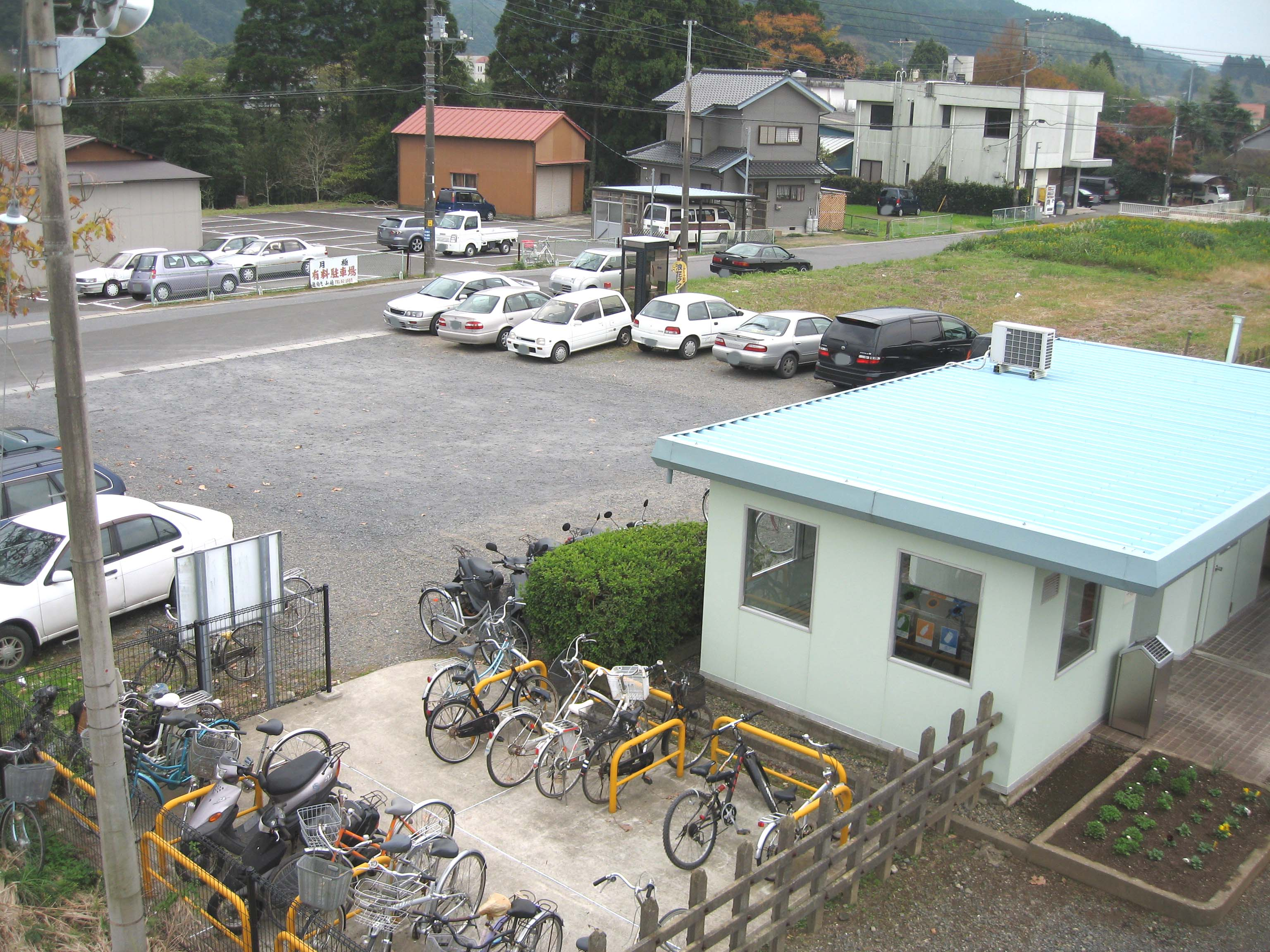
跨線橋上望向站前（2007年11月27日）
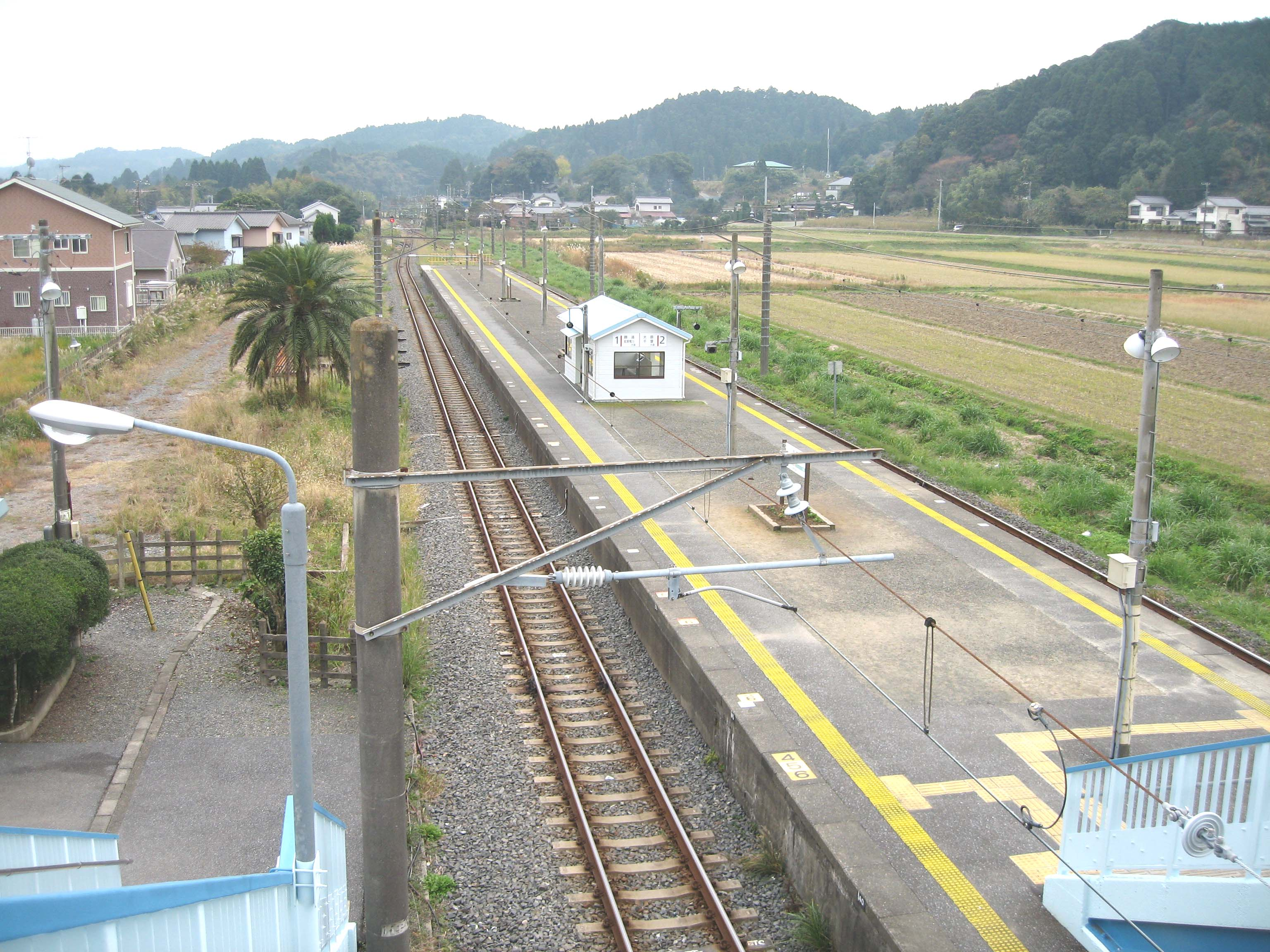
跨線橋上望向車站月台（2007年11月27日）

## 使用狀況
在2006年（平成18年）度1日平均乘車人次為96人，以下為乘車人次變化列表：
| 乘車人次變化       | 乘車人次變化     | 乘車人次變化 |
| 年度               | 1日平均 乘車人次 | 參考資料     |
| ------------------ | ---------------- | ------------ |
| 1990年（平成02年） | 133              | [ * 1 ]      |
| 1991年（平成03年） | 144              | [ * 2 ]      |
| 1992年（平成04年） | 150              | [ * 3 ]      |
| 1993年（平成05年） | 137              | [ * 4 ]      |
| 1994年（平成06年） | 134              | [ * 5 ]      |
| 1995年（平成07年） | 136              | [ * 6 ]      |
| 1996年（平成08年） | 136              | [ * 7 ]      |
| 1997年（平成09年） | 126              | [ * 8 ]      |
| 1998年（平成10年） | 138              | [ * 9 ]      |
| 1999年（平成11年） | 135              | [ * 10 ]     |
| 2000年（平成12年） | 121              | [ * 11 ]     |
| 2001年（平成13年） | 102              | [ * 12 ]     |
| 2002年（平成14年） | 106              | [ * 13 ]     |
| 2003年（平成15年） | 102              | [ * 14 ]     |
| 2004年（平成16年） | 97               | [ * 15 ]     |
| 2005年（平成17年） | 90               | [ * 16 ]     |
| 2006年（平成18年） | 96               | [ * 17 ]     |

## 車站周邊
車站附近設有國道128號通過。在車站出入口對面設有田園地帶。
- 國道128號（日语：国道128号）（外房黑潮線）
- 浪花郵局
- 夷隅市立浪花小學
- 大原汽車訓練學校
- 大原、御宿高爾夫球場
- 寶高爾夫球大原
- 親睦農產品直銷處
- 米利Heart&Green（日语：コメリ）千葉大原店
- 鶴羽藥品（日语：ツルハ）夷隅店

## 相鄰車站
東日本旅客鐵道（JR東日本）
■外房線
■快速、■普通（各站停車）
大原－浪花－御宿

## 注腳

### 使用狀況
1. ↑  千葉縣統計年鑑 （页面存档备份，存于）（日語） - 千葉縣

千葉縣統計年鑑
1. ↑  千葉縣統計年鑑（平成3年） （页面存档备份，存于）（日語）
2. ↑  千葉縣統計年鑑（平成4年） （页面存档备份，存于）（日語）
3. ↑  千葉縣統計年鑑（平成5年） （页面存档备份，存于）（日語）
4. ↑  千葉縣統計年鑑（平成6年） （页面存档备份，存于）（日語）
5. ↑  千葉縣統計年鑑（平成7年） （页面存档备份，存于）（日語）
6. ↑  千葉縣統計年鑑（平成8年） （页面存档备份，存于）（日語）
7. ↑  千葉縣統計年鑑（平成9年） （页面存档备份，存于）（日語）
8. ↑  千葉縣統計年鑑（平成10年） （页面存档备份，存于）（日語）
9. ↑  千葉縣統計年鑑（平成11年） （页面存档备份，存于）（日語）
10. ↑  千葉縣統計年鑑（平成12年） （页面存档备份，存于）（日語）
11. ↑  千葉縣統計年鑑（平成13年） （页面存档备份，存于）（日語）
12. ↑  千葉縣統計年鑑（平成14年） （页面存档备份，存于）（日語）
13. ↑  千葉縣統計年鑑（平成15年） （页面存档备份，存于）（日語）
14. ↑  千葉縣統計年鑑（平成16年） （页面存档备份，存于）（日語）
15. ↑  千葉縣統計年鑑（平成17年） （页面存档备份，存于）（日語）
16. ↑  千葉縣統計年鑑（平成18年） （页面存档备份，存于）（日語）
17. ↑  千葉縣統計年鑑（平成19年） （页面存档备份，存于）（日語）

## 外部連結
- 車站資訊（浪花）：東日本旅客鐵道（日語）